# Pedicellina pernae
Pedicellina pernae är en bägardjursart som beskrevs av Ryland 1965. Pedicellina pernae ingår i släktet Pedicellina och familjen Pedicellinidae. Inga underarter finns listade i Catalogue of Life.